# Salvatore Cherubino
Salvatore Cherubino (Napoli, 3 giugno 1885 – Pisa, 2 agosto 1970) è stato un matematico italiano.

## Biografia
Dopo essersi laureato in Matematica all'Università di Napoli (1909) cominciò a insegnare alle scuole medie (1911) e, nello stesso tempo, fu assistente di Geometria. 
Nei due ruoli lavorò a Siena, Padova (dove insegnavano a quei tempi Veronese, Levi-Civita e Severi) e Napoli (dove insegnava Gaetano Scorza). Dopo aver partecipato alla prima guerra mondiale (fu per tre anni militare nel Genio telegrafisti), si laureò in Ingegneria civile (1923) e vinse la cattedra universitaria di Geometria (1934) (a Messina prima e poi a Pisa).
Oltre a essere stato uno dei pochi cultori di Algebra, una disciplina secondo lui "soffocata, in Italia, dalla prepotente presenza di insigni geometri e di buoni analisti" trasmise con Gaetano Scorza il gusto algebrico dalla generazione che lo aveva preceduto, e dai suoi insigni contemporanei algebristi stranieri (dai quali era stimato), alla generazione che ha fatto riconoscere all'algebra, anche ufficialmente, il ruolo che le compete nella struttura degli studi matematici". 
Si occupò principalmente di algebra (ove lavorò sui gruppi di Sylow, sulla teoria delle equazioni e sulle varietà abeliane reali) tranne in alcuni casi ove si occupò di didattica e probabilità. Scrisse inoltre 162 articoli e due libri, fra cui ricordiamo le "Lezioni di geometria analitica" che "rivelarono a tanti studenti di primo biennio l'esistenza e l'utilità del simbolismo sintetico delle matrici".